# Inquisizione in Sicilia
(Pietro Lanza principe di Scordia Considerazioni sulla storia di Sicilia dal 1532 al 1789, 1836)
L'inquisizione in Sicilia fu formalmente introdotta prima del 1478 dal Re Ferdinando II di Aragona. 

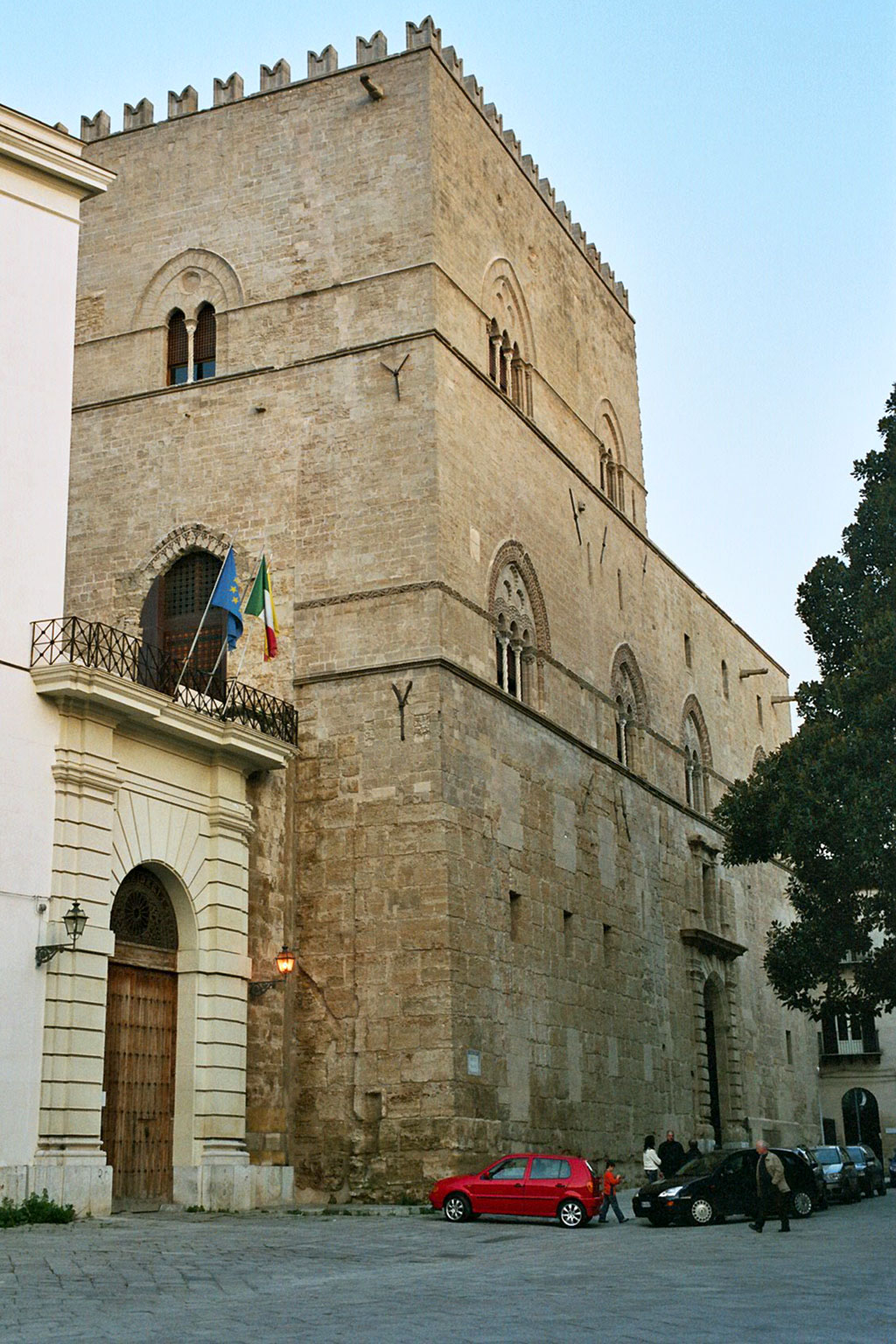
Palazzo Steri sede palermitana dell'Inquisizione Siciliana attualmente sede del rettorato dell'Università degli Studi di Palermo

## L'istituzione del Tribunale dell'Inquisizione
La Sicilia dal XV fino a quasi tutto il XVII secolo faceva parte dell'Impero spagnolo governata da un viceré, al pari di Napoli e della Sardegna. Dopo un tentativo fallito di estendere dalla Spagna alla Sicilia il Tribunale dell'Inquisizione nel 1481, Il 6 ottobre 1487 Ferdinando II il Cattolico creò il Tribunale dell'Inquisizione e fu inviato in Sicilia il primo inquisitore delegato, Frate Agostino La Pena, la cui nomina fu approvata da Papa Innocenzo VIII. In Sicilia operavano già gli inquisitori apostolici dell'Inquisizione della Santa Sede anche se con modalità meno rigorose rispetto a quelle dell'Inquisizione Spagnola.
A differenza di Napoli, che rifiutò gli ordinamenti politici e militari spagnoli dando vita a numerose rivolte popolari (tanto che l'Inquisizione spagnola non venne mai istituita a Napoli a dispetto del volere di Ferdinando II) in Sicilia l'inquisizione approdò e fu gestita da inquisitori arrivati direttamente dalla Spagna. Il loro potere, di fatto, era superiore a quello dei viceré stessi in materia di procedimenti legali e, ovviamente, superiore all'autorità dei preesistenti giudici e funzionari locali. Assieme al sovvertimento della struttura istituzionale della loro terra, la minaccia di vedere in qualche modo controllate le attività mercantili, finanziarie e commerciali attraverso la censura delle loro vite attuabile dal Tribunale ecclesiastico, l'Inquisizione si rese subito invisa al popolo siciliano ancor prima che le attività persecutorie avessero materialmente luogo.
L'inquisizione siciliana dipendeva direttamente da quella spagnola e operava in assoluta autonomia dalla Santa Sede romana. Paolo III, a differenza dei suoi predecessori Innocenzo VIII, Alessandro VI e Giulio II che non si opposero all'autonomia dell'Inquisizione siciliana dalla Santa Sede, fu ostile all'Istituzione del tribunale nel Regno e appoggiò i napoletani. A capo del tribunale siciliano era preposto un inquisitore generale spagnolo mentre gli altri componenti venivano nominati dal viceré. Ad esempio, a metà del XVII secolo era inquisitore generale di Sicilia lo spagnolo monsignor D. Diego Garsia Trasmiera.
Nel tribunale i primi a operare come giudici furono i Padri Domenicani. Nel 1513 il compito fu affidato ai religiosi Regolari. Il declino del potere dell'Inquisizione in Sicilia cominciò molto lentamente a partire dal 1592 quando il viceré Duca d'Alba ottenne da Filippo II che tutti gli arruolati nella congregazione de' famigliari del Sant'Uffizio (nobili, cavalieri, generali e altri aristocratici siciliani) perdessero i privilegi economici e prerogative fino ad allora concessi, che gravavano pesantemente sull'amministrazione dello stato. I commissari del sant'Uffizio e coloro che vi si affiliavano come famigliari erano inoltre dispensati dalle leggi restrittive sul porto d'armi e godevano di immunità dalla giustizia regia. Con decreto regio del 6 marzo 1782, dopo oltre 500 anni dall'introduzione, Ferdinando III di Sicilia, disponeva l'abolizione dell'Inquisizione nell'isola: si trattò di una delle prime iniziative del viceré Domenico Caracciolo.

## Scopi del Tribunale
Lo scopo del tribunale era mettere a tacere uomini di "tenace concetto" ossia recidivi peccatori della morale, eretici o comunque agitatori, sobillatori e diffusori di idee e stili di vita, credenze e superstizioni, contrari alla conservazione della fede cattolica. A differenza dei tribunali romani, non vennero svolti quasi mai processi in cui venivano dibattute teorie teologiche. Malgrado alcuni scontri col potere laico, anche in Sicilia il Tribunale ecclesiastico viene considerato da alcuni storici come una struttura ufficiale di governo.

## Le condanne

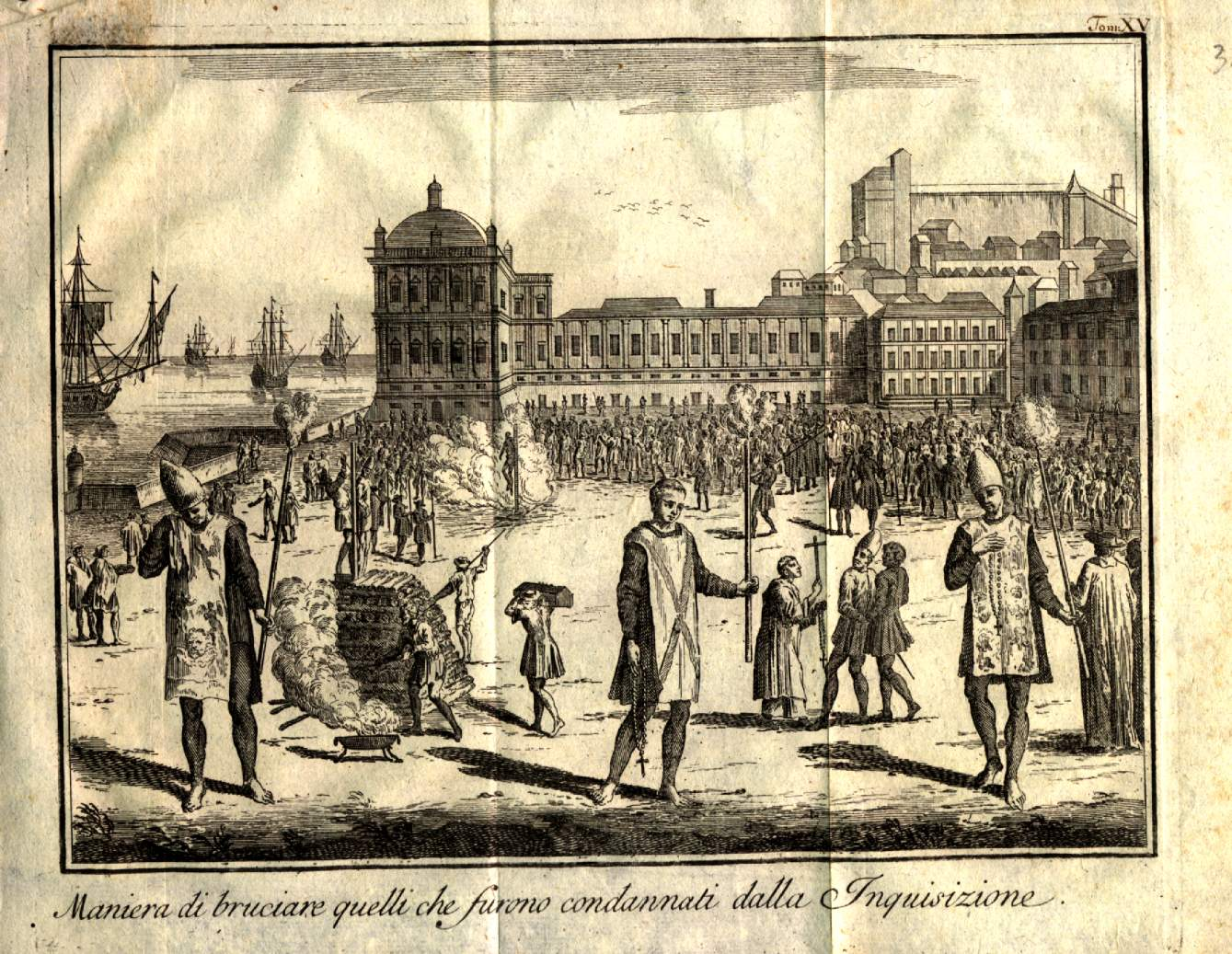
Autodafé dell'Inquisizione iberica.

### Gli scritti di Gerolamo Matranga
Il padre teatino Gerolamo Matranga (1605-1679) Chierico Regolare Palermitano qualificatore, fu per circa 40 anni censore del Sant'Uffizio e partecipò alle decisioni del Tribunale tenendo dei resoconti scritti di carattere ufficiale dove dà testimonianza involontaria delle persecuzioni, torture e violenze del Sant'Uffizio a Palermo.
- I reati per i quali si veniva processati erano ovviamente l'eresia (eresie luterane, ebraismo) ma anche la bestemmia, la stregoneria, l'adulterio, l'usura. Su 32 inquisiti nell'anno 1658, 13 sono bestemmiatori ereticali, 9 ingannatori (maghi, indovini) e 5 bigami e un sacerdote per detenzione di libri magici.
- Descrive l'auto-da-fè ossia la pubblica esecuzione della sentenza.[15]

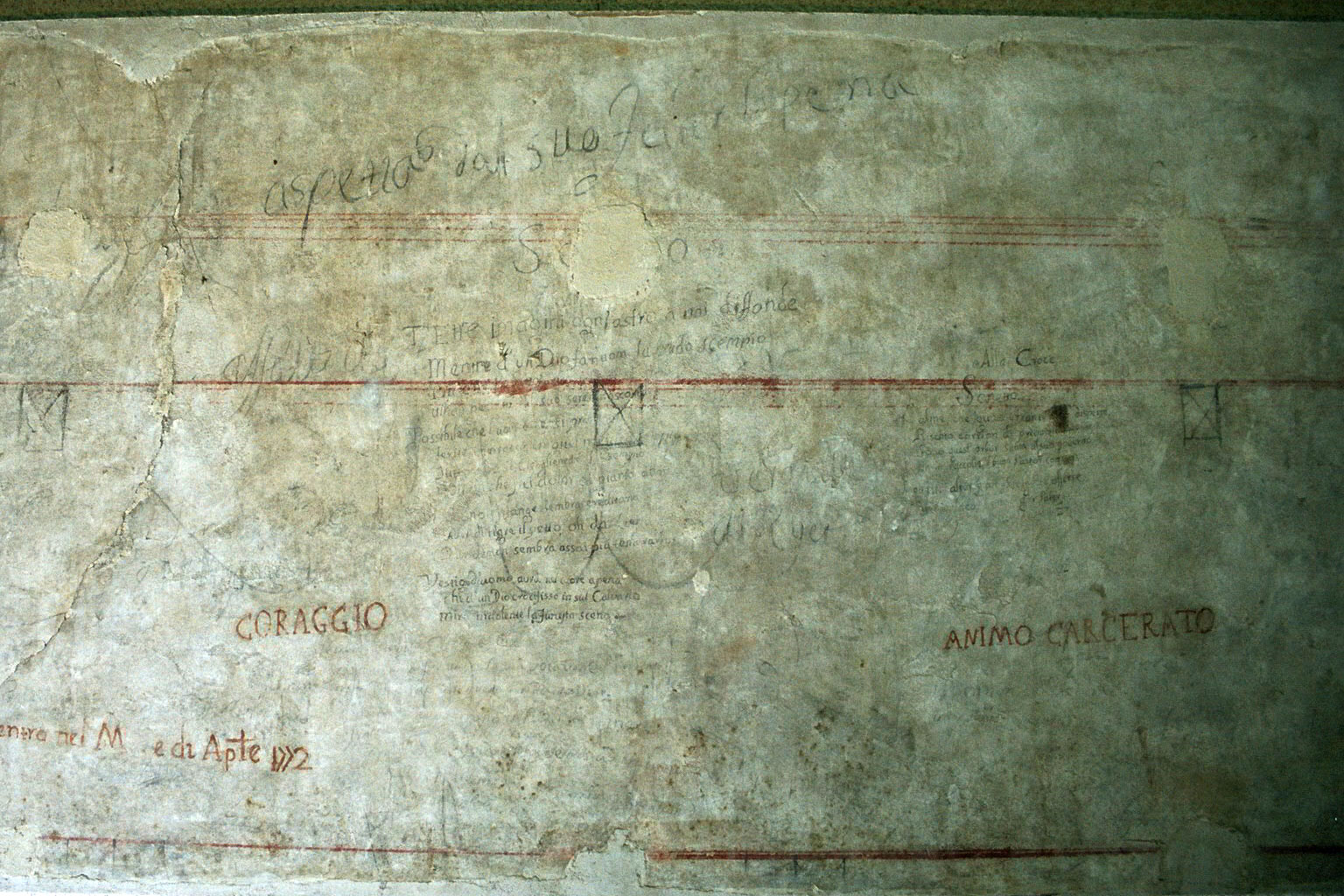
Iscrizioni dei detenuti all'interno del Palazzo Chiaramonte-Steri

### Le prigioni di palazzo Steri a Palermo
Nelle prigioni del Palazzo Chiaramonte-Steri a Palermo, dove per quasi tre secoli gli inquisitori interrogarono, torturarono e uccisero uomini e donne, tra ebrei o semplici sospetti di comportamenti giudaizzanti, frati, suore, innovatori, libertari, nemici dell'ortodossia politica e semplici poveracci, rimangono preziosi graffiti dei carcerati, testimonianza unica delle sofferenze patite.

### Il sistema carcerario e inquisitoriale di Monreale antica
Monreale, la cui urbanizzazione comincia nel Duecento attorno al medievale duomo (1176), fatto erigere dal re Guglielmo II d'Altavilla, ultimo re normanno di Sicilia, è stata sede inquisitoria di primo piano, riguardante tutto quanto l'esteso territorio che afferiva a questo antico Stato feudale retto dal suo Arcivescovo-Abate.

### La distruzione degli atti e le Relaciones de causas
Leonardo Sciascia nel suo saggio Morte dell'Inquisitore esegue un'indagine diretta delle fonti e riferisce della difficoltà di reperire informazioni sull'attività del tribunale dell'Inquisizione in Sicilia soprattutto a causa di incendi involontari e volontari come quello che distrusse l'archivio del Sant'Offizio palermitano, ordinato dal viceré di Sicilia Domenico Caracciolo circa un anno dopo la chiusura del tribunale. Della stessa opinione il Dollo.
Lo studio e la ricostruzione dei processi (4.500 in tutto) e delle vicende hanno trovato nuovo fondamentale impulso grazie al ritrovamento e alla digitalizzazione delle relaciones de causas, sunti dei processi che i tribunali periferici dell'Inquisizione spagnola dovevano inviare al Consejo de la Suprema y General Inquisición di Madrid.

### I numeri
Secondo P. Tamburini nel solo anno 1546 (settimo inquisitore generale il cardinale Loaise) i quindici tribunali attivi condannarono 120 persone al rogo, 60 in effigie e 600 a penitenze minori. Secondo altri storici di fine Settecento, dal 1487, anno di istituzione del Tribunale in Sicilia, al 1732 furono inviati al braccio secolare e bruciati o condannati ad altra pena di morte 201 persone, 279 rilasciati perché morti o contumaci.
La Sicilia fu la regione italiana nella quale più donne vennero condotte al rogo per ordine della Santa Inquisizione. Il primo processo inquisitorio tenutosi nell'isola ebbe luogo ad Avola. Come Benedetto di Baronato ci tramanda, la prima donna inquisita, che rispondeva al nome di Maria Luisa Mangano, venne accusata formalmente di adulterio dal tribunale. Un'ora dopo l'accusa venne condotta al cospetto del Pilato, il quale diede ordine immediato di tortura con lo scopo di ottenere una confessione. Il susseguente processo durò meno di un'ora. I testimoni ci tramandano che più di 1500 donne siciliane subirono la stessa sorte. Altro episodio celebre di donna condannata al rogo è quello di Francesca Buccheri la Cirneca, criptogiudea di Militello in Val di Noto uccisa agli inizi del '500.

## Cronotassi degli inquisitori

### Inquisitore generale di Sicilia
- Gregorio Presbiteromarco (? - 1466)
- Salvo Cassetta (1° febbraio 1466 - 20 febbraio 1475)
- Filippo Barbieri (20 febbraio 1475 - 13 giugno 1487 deceduto)
- Antonino Della Pegna, O.P. (1487)
- Giacomo Scalambro, O.P. (1500)
- Rinaldo Montoro  e Landolina, O.P. (1500)
- Pietro Belorado, O.S.B. (1501)
- Juan de Arriola (1509)
- Martin Aguinaga (1510)
- Leonardo Denpeda (1510)
- Alfonso Bernal (1511)
- Diego de Bonilla (1512)
- Giovanni Villava (1512)
- Melchiorre Cervera (1512)
- Martín Tristán Calvete (1516)
- Palmeri de Gudina (1520)
- Santo Lopez de Ugarte (1520)
- Agostino Camargo (1526)
- Lopez Martinez de la Gunella (1528)
- Arnaldo Albertin (1535)
- Diego de Aron (1537)
- Esteban de la Cueva (1542)
- Pietro Gongora (18 giugno 1543)
- Juan Cortez (1546)
- Bartolomé Sebastián de Aroitia (1546)
- Niccolo Vincenzo de Bononia (1547)
- Francisco Orozco de Arce (1552)
  - Francesco de Alpueze (1555), Promotore Fiscale
- Juan Orozco de Arce (1562)
- Giovanni Bezerra de la Quadra (1563)
- Giovanni Retana (1563)
- Juan Peñaranda (1565)
- Juan Quintanilla d’Andalusia (1569)
- Bernardo Gascó (1572)
- Gómez de Carvajal (1572)
- Francesco Saladino (1573)
- Antonio Rodríguez de Pazos y Figueroa (1574)
- Juan de Rojas (1577)
- Diego Haëdo (1577)
  - Diego Beltom, Promotore Fiscale (1577)
- Giovanni Della Pegna (1578)
- Juan Corrionero (1579)
- Sigismondo Hedo (1582)
- Juan de Aymar (1582?)
- Alonso de la Peña (1585)
- Luis de Páramo (1586)
- Lopez de Barahona (1587)
- Martín de Olloqui (1589)
- Juan Garrido de Espinar (1590)
- Domingo Llanes de la Espreglia (1592)
- Pedro de Lhoyo (1597)
- Juan Gutiérrez Flores (1600)
- Juan Villegas (1604)
- Ferdinando Martinengo (1606)
- Esteban de Torrecilla y Manso (23 giugno 1609)
- Antonio de Aranda y Alaxon (1609)
- Lorenzo Flores (1610)
- Pedro Torres y Moralez (1611)
- Juan de Torrecilla Manso (1620 e 1629)
- Michele Spagnolo (1620)
- Martin de Vivanco, O.P. (1622)
- Juan de la Cueva (1625)
- Martino Real (1626)
- Pietro Paduano (1629)
- Bernardo Luis de Cotoner (1633)
- Diego Garcia de Trasmiera (1634)
- Juan Perez de Barola (1637)
- Juan Morales (1638)
- Gonzalo Bravo Grájera (1639)
- Ludovico Alfonso de Los Cameros (1641 e 1657)
- Juan Lopez de Cisneros (1646)
- Pablo Escobar y Borza (1649)
- Juan de la Guardia (1649)
- Marco Antonio Cotoner y Sant Martí (1653)
- Francisco José Crespos de Escobar (1657)
- Bernardo Vigil (1657)
- Manuel Monge y Amarita (1653)
- Francisco Valdes Grado y Riberas (1658)
- Gonsalvo de la Plata y Sandoval (1663)
- Tommaso de Cosio Rubin de Celis (1664)
- Esteban de Mongelos (1671)
- Antonino Nieto (1671)
- Cosimo Emanuele de Ovando (1675)
- Bartolomeo Ibanez (1676)
- Bernardo Henriquez Montalbo (1682)
- Raimondo Marton (1682)
- Diego Vicencio de Vidania (1685)
- Felipe Ignacio Trujillo y Guerrero (1687)
- Pedro de Castro y Armida[21] (1695)
- Francisco Ortega (1695)
- Francico Haulde (1695)
- Domenico de la Esprella y Estrada (1696)
- Francesco Miranda (1698)
- Giovanni Girolamo Arango (1700)
- Giuseppe la Raza Cosio (1700)
- Niccolo Hernandez de la Reguera (1708)
- Antonio Olivas (1709)

### Inquisitori generali
- Giovanni Todone (1713)
- Niccolo Antonio Curione (1713-1716)
- Giovanni Silvio Domenico De Nicola (1716-1720)

- Juan Ferrer (1720-1726)
- Jose de Luzan y Guasco (1720-1729)
- Blas Antonio de Oloriz (1720-1733)
- Teodoro di Lorenzo e Navarro (1726-1734)
- Antonino Franchina (1 maggio 1734 - 1739)

#### Inquisitori fiscali
- Antonino Franchina (1729-1734) inquisitore fiscale
- Juan Iñiquez Abarca (1733-1739), inquisitore fiscale

### Dal 1739 al 1782

#### Inquisitori generali
- Pietro Galletti (3 ottobre 1738 –  28 giugno 1742 dimesso)
- Giacomo Bonanno, C.R. (28 giugno 1742 –  14 gennaio 1754 deceduto)
- Francesco Testa (25 maggio 1754 – 17 maggio 1773 deceduto)
- sede vacante (1773-1776)
- Salvatore Ventimiglia (12 febbraio 1776 – 16 marzo 1782 cessato)

#### Inquisitori provinciali
- Antonino Franchina (1739-1779)
- Fortunio Ventimiglia (1739-1744),
- Giovanni Maria Giusino (1739-1741)
- Juan Montoja (1742-1755), †1755
- Angiolo Serio (1744-1750), †1766
- Giovanni di Giovanni (1750-1752)
- Michele Scavo (1752- 6 agosto 1766 nominato vescovo di Mazara del Vallo)
- Emmanuele Cangiamila (1755-1763)
- Niccolò Ciafaglione (1763 - 20 marzo 1780 nominato arcivescovo metropolita di Messina)
- Giacinto Maria Paternò (1767-1782)

#### Inquisitori fiscali
- Juan Montoja (1739-1742), nominato inquisitore provinciale
- Angiolo Serio (1742-1744), nominato inquisitore provinciale
- Francesco Testa (1744 - 6 maggio 1748 nominato vescovo di Siracusa)
- Giovanni di Giovanni (1748-1750), nominato inquisitore provinciale
- Michele Scavo (1750-1752), nominato inquisitore provinciale
- Emmanuele Cangiamila (1752-1755), nominato inquisitore provinciale
- Niccolò Ciafaglione (1755-1763), nominato inquisitore provinciale
- Giacinto Maria Paternò (1763-1767), nominato inquisitore provinciale
- Giovanni Battista Alagona (1767- 13 settembre 1773 nominato vescovo di Siracusa)
- sede vacante (1773-1776)
- Antonio Cavaleri (1776-1782)